# Quesnelia arvensis
Quesnelia arvensis är en gräsväxtart som först beskrevs av Vell., och fick sitt nu gällande namn av Carl Christian Mez. Quesnelia arvensis ingår i släktet Quesnelia och familjen Bromeliaceae. Inga underarter finns listade i Catalogue of Life.

## Bildgalleri

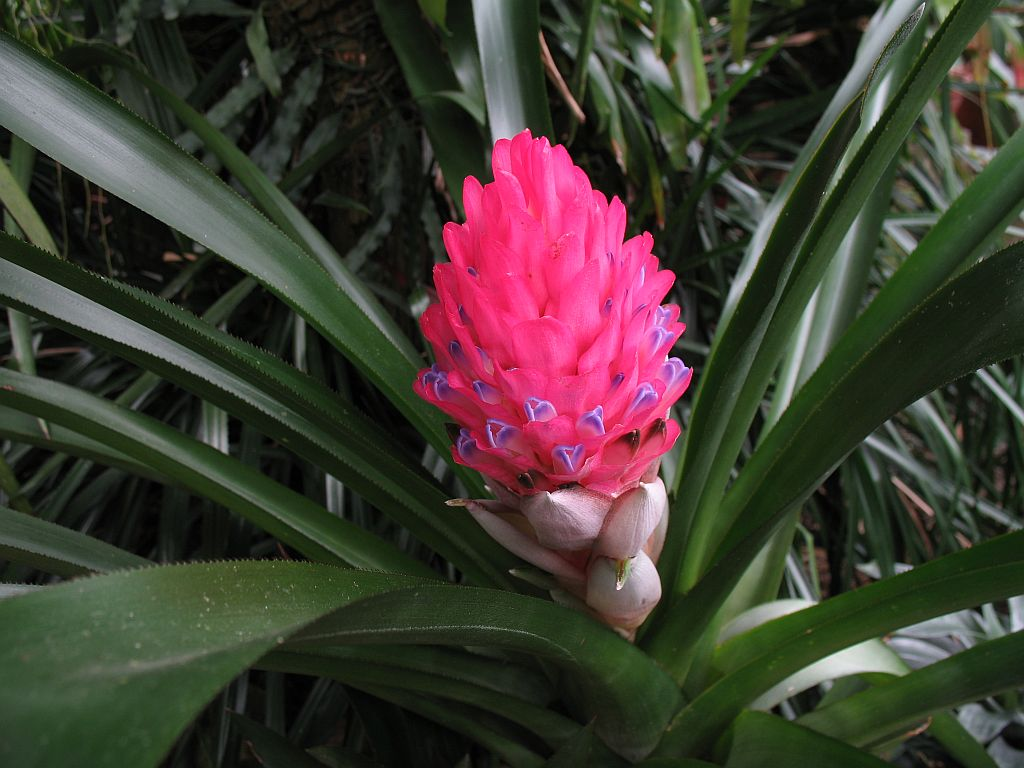
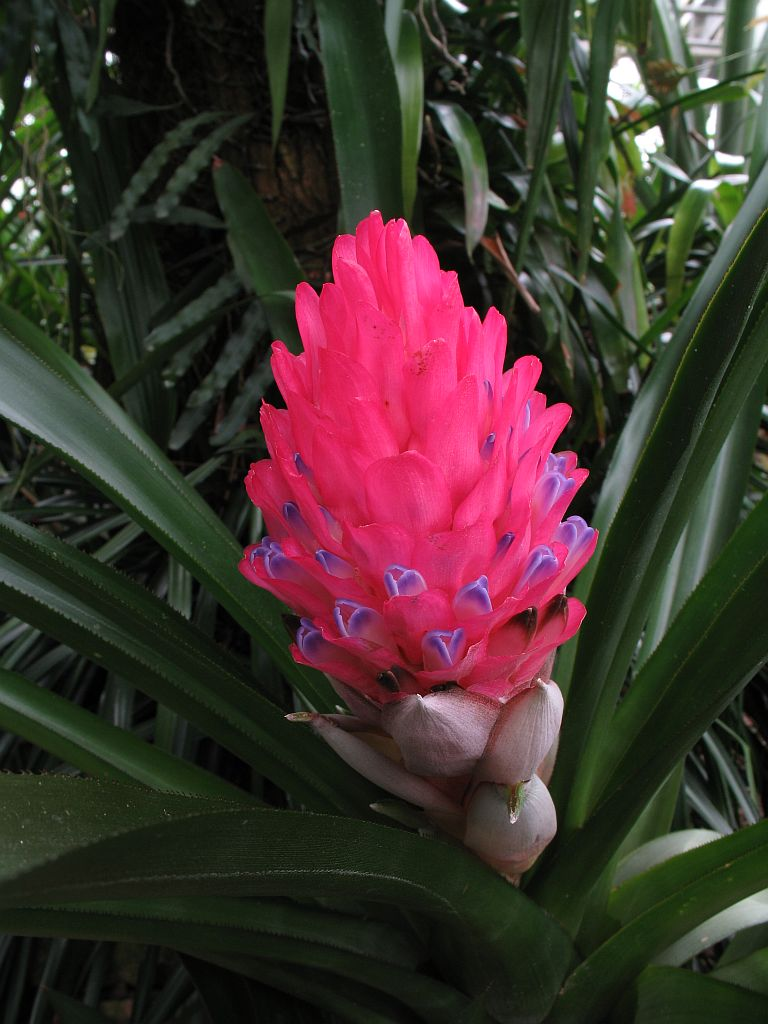
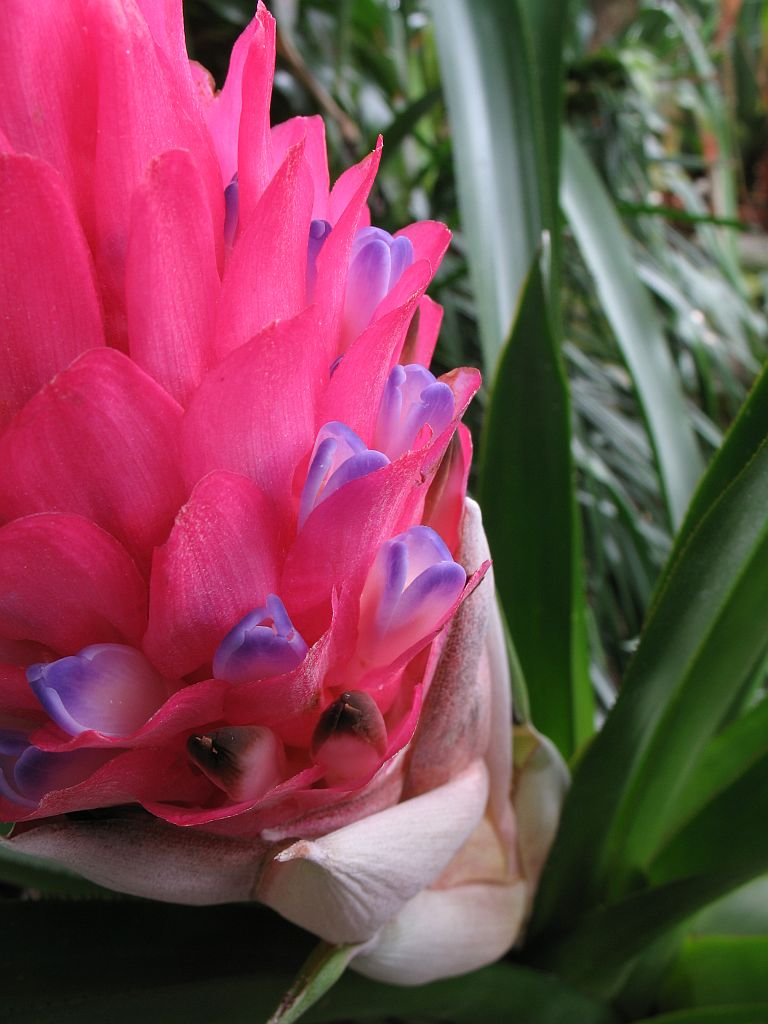
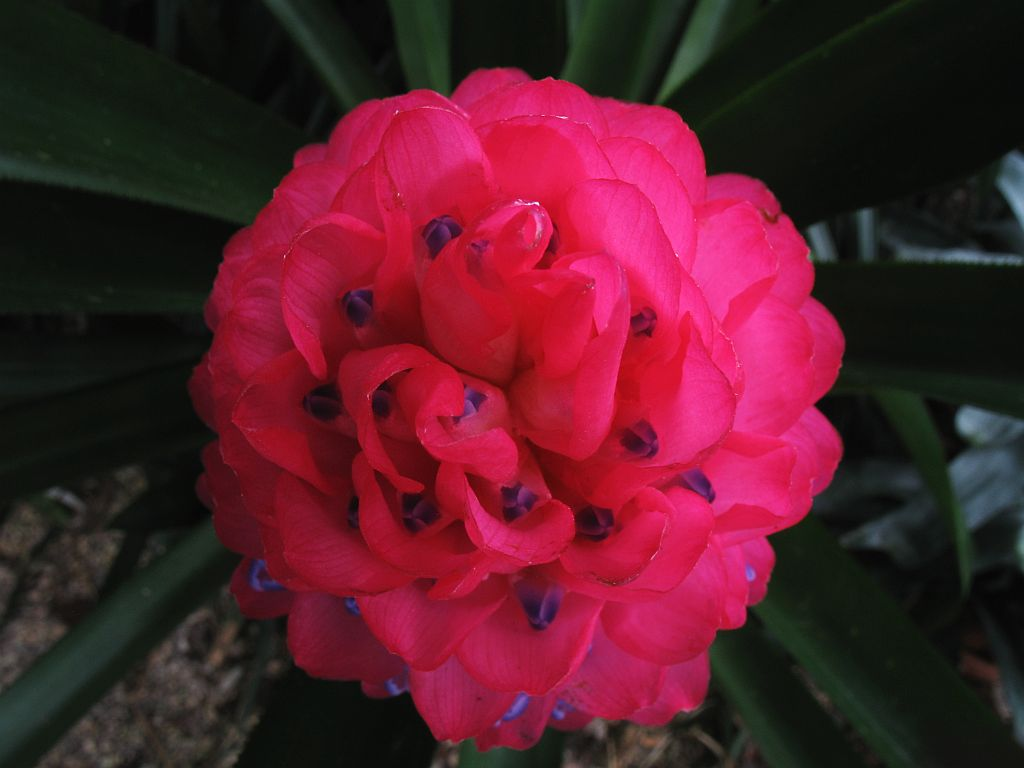